# آیکانیوم (آیووا)
آیکانیوم (به انگلیسی: Iconium) یک منطقهٔ مسکونی در ایالات متحده آمریکا است که در آیووا واقع شده‌است. آیکانیوم ۳۰۲٫۹۷ متر بالاتر از سطح دریا قرار دارد.